# Amelora anepiscepta
Amelora anepiscepta là một loài bướm đêm trong họ Geometridae.